# Scrittura logografica
La scrittura logografica (o logografia) è un sistema di scrittura in cui il singolo segno grafico, detto logogramma, rappresenta sia il significante (l'elemento formale, fonico o grafico) sia il significato (ciò che l'elemento vuol dire). Quindi, lo stesso logogramma può essere usato per indicare parole diverse con lo stesso significato (sinonimi) ma anche parole uguali con significato diverso (omonimi). 
Nell'uso comune il più preciso termine "logografia" è sostituito da "ideografia", nonostante i linguisti, a partire dalla seconda metà del Novecento, ne evitino e sconsiglino l'uso.